# Ficus eliadis
Ficus eliadis là một loài thực vật có hoa trong họ Moraceae. Loài này được Standl. mô tả khoa học đầu tiên năm 1937.